# Peter Norman
Peter Norman (Melbourne, 15 juni 1942 – aldaar, 3 oktober 2006) was een Australische sprinter. Hij nam eenmaal deel aan de Olympische Spelen en veroverde bij die gelegenheid een zilveren medaille.

## Loopbaan
Norman beleefde zijn hoogtepunt tijdens de Olympische Spelen van Mexico-Stad in 1968. Hij behaalde zilver op de 200 m in een tijd van 20,06 s, nog steeds de toptijd van Oceanië.
Tijdens de medailleceremonie brachten winnaar Tommie Smith en de als derde geëindigde John Carlos de "Black Power"-groet uit protest tegen de discriminatie van zwarten in de Verenigde Staten. Norman stak een badge van de organisatie "Olympic Project for Human Rights" op als steun voor de zwarte atleten.
Smith en Carlos moesten direct Mexico verlaten en Norman kreeg een boete. Alhoewel hij zich er wel voor gekwalificeerd had, werd hij niet uitgezonden naar de Olympische Zomerspelen 1972. Door de jaren heen bleef Norman contact houden met Smith en Carlos.
Peter Norman overleed op 64-jarige leeftijd aan een hartaanval. Smith en Carlos kwamen over om hem de laatste groet te brengen; ze hielpen ook zijn doodskist te dragen. In 2018 werd hij postuum onderscheiden door het Australisch Olympisch Comité voor zijn optreden vijftig jaar eerder.

## Titels
- Australisch kampioen 200 m - 1966, 1967, 1968, 1969, 1970

## Persoonlijk record
| Onderdeel | Prestatie    | Datum           | Plaats      |
| --------- | ------------ | --------------- | ----------- |
| 200 m     | 20,06 s (AR) | 16 oktober 1968 | Mexico-Stad |

## Palmares

### 200 m
- 1968  OS - 20,06 s
- 1969  Pacific Conference Games - 21,0 s

- Gemeinsame Normdatei: 1144306388
- World Athletics: 14346452
- International Standard Name Identifier: 0000 0000 7699 0726
- Library of Congress Control Number: no2010031837
- Virtual International Authority File: 107465912
- WorldCat: E39PBJjT3Jky4FYJVVprfj7yh3